# Jenbach

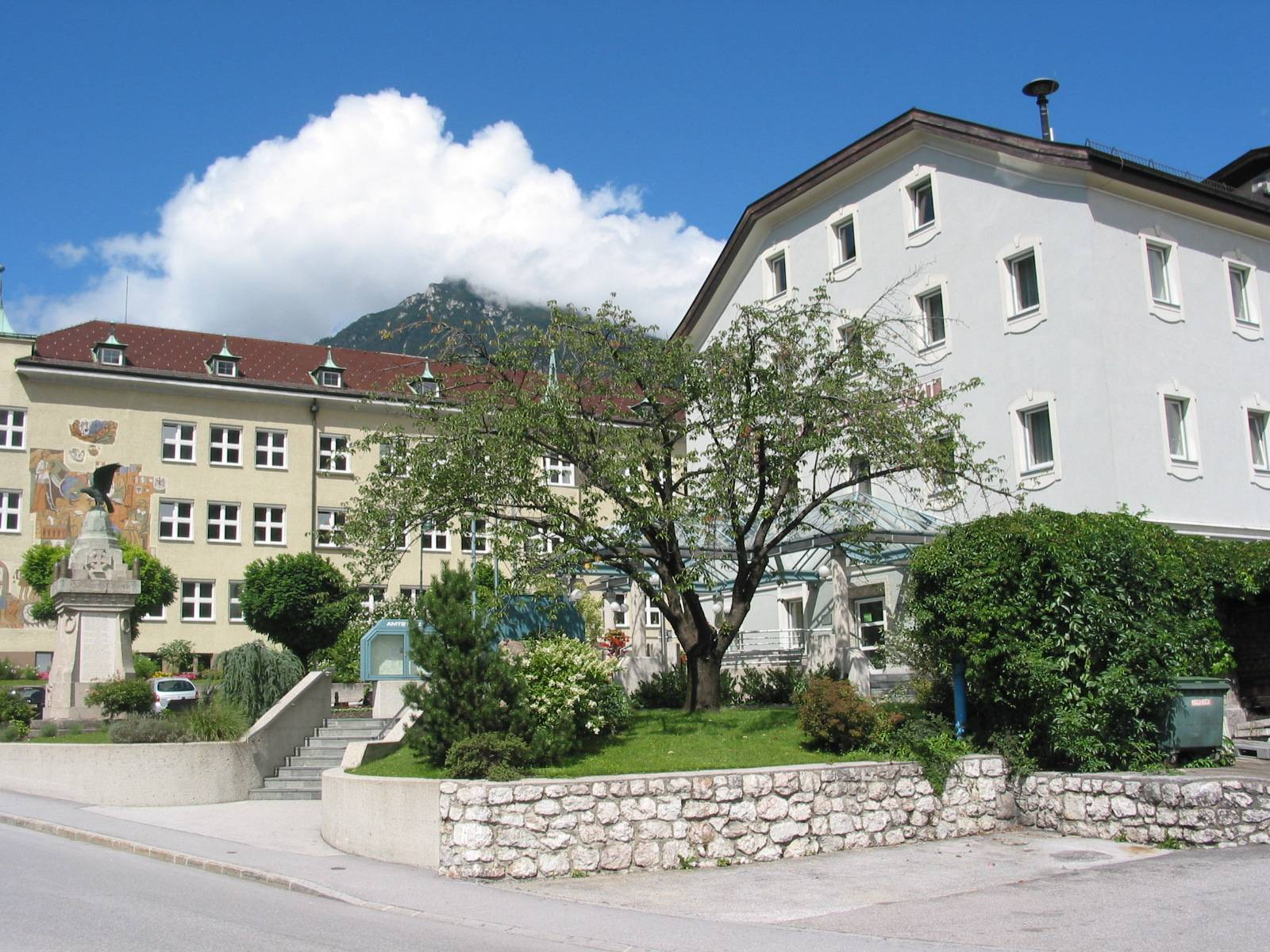
Gemeindeamt

Jenbach ist eine Marktgemeinde mit 7644 Einwohnern (Stand 1. Jänner 2025) im Bezirk Schwaz in Tirol (Österreich). Die Gemeinde liegt im Gerichtsbezirk Schwaz.

## Geografie

### Lage
Jenbach liegt im Unterinntal 36 km östlich der Landeshauptstadt Innsbruck zwischen den Ausläufern des Karwendelgebirges und dem Rofangebirge, südlich des Achensees.
Touristisch gehört Jenbach zur Silberregion Karwendel.

### Gemeindegliederung
Das Gemeindegebiet besteht nur aus der einen Ortschaft (Einwohner Stand 1. Jänner 2025):
- Jenbach (7644)

Die ehemalige Ortschaft Fischl ist 2019 nicht mehr als Ortschaft ausgewiesen.

### Nachbargemeinden
|       | Eben am Achensee                            |         |
| Stans | Kompassrose, die auf Nachbargemeinden zeigt | Wiesing |
|       | Buch in Tirol                               |         |

### Klima
|                        | Jan  | Feb  | Mär  | Apr  | Mai  | Jun  | Jul  | Aug  | Sep  | Okt  | Nov  | Dez  |   |      |
| Mittl. Temperatur (°C) | −1,1 | 0,5  | 4,9  | 9,1  | 14,0 | 16,7 | 18,7 | 18,0 | 14,3 | 9,8  | 3,9  | −0,1 | ⌀ | 9,1  |
| Mittl. Tagesmax. (°C)  | 3,2  | 5,5  | 10,6 | 15,5 | 20,6 | 22,8 | 25,1 | 24,3 | 20,2 | 15,6 | 8,2  | 3,6  | ⌀ | 14,6 |
| Mittl. Tagesmin. (°C)  | −4,7 | −3,4 | 0,4  | 4,0  | 8,5  | 11,6 | 13,5 | 13,2 | 9,8  | 5,8  | 0,8  | −3,1 | ⌀ | 4,7  |
|                        |      |      |      |      |      |      |      |      |      |      |      |      |   |      |
| Niederschlag (mm)      | 68   | 63   | 80   | 69   | 92   | 127  | 157  | 149  | 94   | 68   | 75   | 74   | Σ | 1116 |
|                        |      |      |      |      |      |      |      |      |      |      |      |      |   |      |
| Luftfeuchtigkeit (%)   | 67,2 | 60,7 | 52,9 | 47,2 | 47,5 | 51,8 | 52,3 | 55,4 | 57,7 | 58,5 | 66,7 | 72,6 | ⌀ | 57,5 |

| −4,7 |

| −3,4 |

| 0,4 |

| 4,0 |

| 8,5 |

| 11,6 |

| 13,5 |

| 13,2 |

| 9,8 |

| 5,8 |

| 0,8 |

| −3,1 |

| −4,7 |

| −3,4 |

| 0,4 |

| 4,0 |

| 8,5 |

| 11,6 |

| 13,5 |

| 13,2 |

| 9,8 |

| 5,8 |

| 0,8 |

| −3,1 |

## Geschichte

### Etymologie
Unter Ortsansässigen wird oft angenommen, der Ortsname leite sich von „Jenseits des Baches“ ab, aufgrund des ähnlichen Wortlautes. Bereits 1269 wird ein Sivrid von „Ympach“ erwähnt, was die älteste Erwähnung des Ortes darstellt. Ein früherer Name Jenbachs war zum Beispiel Ünpach, welches sich wahrscheinlich auf das Gut eines H. von Unpach bezieht und bereits 1427 erwähnt wird. Zwischen 1350 und 1500 wird der Ort unter „Uenpach“, „Umpach“ oder „Uonpach“ genannt. Da der Name in der Mundart des mittleren Inntales „í-empach“ ausgesprochen wurde, wurde der fallende Zwielaut mit i-e als je wiedergegeben. Daraus ergab sich die heutige Aussprache Jenbach.
Es gibt drei verschiedene Deutungen des Ortsnamens: Der Ortsname könnte nach Aussage des Namensforschers Karl Finsterwalder auf einen Personennamen zurückgehen. Es könnten Leibeigene eines Klosters, das Güter in Jenbach und Aibling in Bayern hatte, von Oberbayern nach Tirol gezogen sein. Die Silbe „Uon“- bezeichnete dabei Personen, die Besitz an einem Bach hatten. Diese Personen, die übergesiedelt sind, könnten den Namensstamm Uon- mitgebracht haben. Der Kunsthistoriker Erich Egg nimmt an, dass der Weiler „im (am) Bach“ wegen seiner Lage „Ympach“ genannt wurde. Der Historiker Otto Stolz meint, dass der Kasbach in seinem Unterlauf ab dem 15. Jahrhundert „Impach“ genannt wurde und ab dem 18. Jahrhundert „Jenbach“. Eine eindeutige Herkunftsfeststellung kann jedoch nicht getroffen werden.

### Vor- und Frühgeschichte
In Jenbach konnten Besiedelungen aus dem Ende der frühen Bronzezeit und aus der frühen La-Tène-Zeit nachgewiesen werden.

### Erstmalige Erwähnung und Mittelalter
Das erste Mal wurde Jenbach in einer Urkunde von 1269 erwähnt. Ab 1410 entstanden in Jenbach – unter der Führung der Fugger – Schmelzhütten für die Verhüttung von Silber und Kupfer vom Schwazer Erzberg.

### Neuzeit

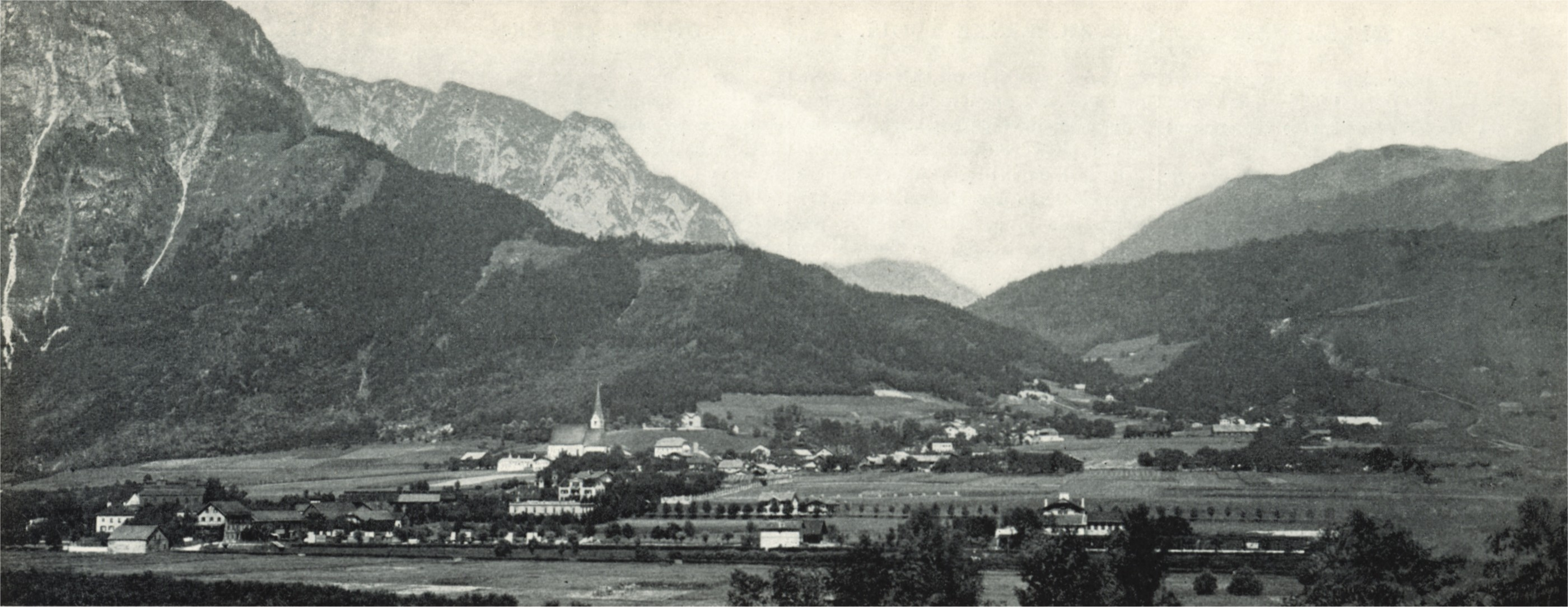
Jenbach um 1898

Nach dem Versiegen des Erzreichtums bei Schwaz und der Stilllegung der Kupfer- und Silberhütte wurde ab 1685 eine Eisenhütte betrieben. Diese war 1773/74 bis auf ein Drittelanteil auf das Ärar übergegangen; 1865 wurde der Staat Alleinbesitzer. 1870 wurde die Hütte an die „Salzburg-Tiroler-Montangesellschaft“ verkauft. 1881 erwarben Julius & Theodor Reitlinger um 75.000 Gulden im dritten Anlauf von dieser Gesellschaft das Werk und modernisierten es. Unter anderem wurde eine Drahtseilbahn zur Erzförderung auf die Schwader errichtet. Ab 1916 übernahm der Sohn von Julius, Friedrich Reitlinger, den Betrieb.

### Zeit des Nationalsozialismus
1938 ging das Werk nach dem durch eine nationalsozialistische Gefangennahme verursachten Suizid Friedrich Reitlingers im Zuge des Anschlusses zunächst in Staatsbesitz über und wurde 1939 an Ernst Heinkel verkauft („arisiert“).

### Zweiter Weltkrieg
Am 22. Februar 1945 warfen im Rahmen der alliierten Operation Clarion (deutsch: Fanfarenstoß) sechs B-24-Liberator-Bomber rund 12 t Bomben auf das Primärziel, den Güterbahnhof, um Bewegungen der Reichsbahn (z. B. Truppennachschub) in Deutschland und Österreich für die bevorstehende Invasion zu unterbinden. Fünf Tage später warfen beim zweiten Bombenangriff um 14:20 Uhr sieben B-24-Bomber der 12. US-Luftflotte rund 19 t Bomben wieder auf den Bahnhof und auf das Gelände der kriegswirtschaftlich nicht bedeutsamen Sensen-Union. Vermutlich wurde deren großes Betriebsgelände mit den ortsansässigen und strategisch wichtigen Heinkel-Flugzeugwerken verwechselt. Heinkel in Jenbach lieferte unter anderem Zubehörteile für den Raketenjäger Me 163, die V1-Flugbombe und die V2-Rakete. Der Bahnhof von Jenbach war nur ein Ausweichziel des Luftangriffs auf Augsburg. Es kamen dabei acht Menschen um und 35 Häuser wurden zum Teil schwer beschädigt. Im April 1945 strömten vor der in Süddeutschland schnell vorrückenden Französischen Befreiungsarmee (CC1 bis CC5) unter General Charles de Gaulle immer mehr versprengte SS-Einheiten, unter ihnen auch der Generalstab Heinrich Himmlers, nach Jenbach und suchten in den Alpentälern Schutz in der angeblich vorhandenen „Alpenfestung“. Sie verbreiteten alleine schon durch die bloße Anzahl und ihre fanatische Entschlossenheit, „bis zur letzten Kugel zu kämpfen“, Angst und Schrecken im Dorf. Am 20. April 1945 erfolgte der letzte schwere Luftangriff, eine Kombination aus Bordwaffenbeschuss von mittleren Bombern der 75th Wing der USAAF und Bombenabwürfen aus „Fliegenden Festungen“ Boeing B-17, bei denen es aber nicht zu Personenschäden führte.

### Nachkriegszeit bis heute
Die Heinkel-Werke wurden nach 1945 nicht restituiert, sondern verblieben bis 1955 unter „öffentlicher Verwaltung“. 1959 wurde die „Jenbacher Werke Aktiengesellschaft“ gegründet, die an der Wiener Börse notierte. Die Firma stellte nun unter anderem Lokomotiven und Dieselmotoren her. 1998 erfolgte ein Besitzerwechsel und eine Namensänderung in „JENBACHER AG“. 2003 wurde die AG von General Electric (GE) übernommen. Die jetzige „GE Jenbacher AG“ ist Weltmarktführer in der Herstellung von Gasmotoren zur dezentralen Stromgewinnung und Blockheizkraftwerken (BHKW) im Bereich von 0,3 bis 3 MW (Megawatt).
1982 wurde Jenbach zur Marktgemeinde erhoben.
Im Jahr 2006 ist die Gemeinde dem Klimabündnis Tirol beigetreten.

### Bevölkerungsentwicklung
EinwohnerJahr100020003000400050006000700080001860189019201950198020102040EinwohnerEinwohnerentwicklung von Jenbach

## Kultur und Sehenswürdigkeiten

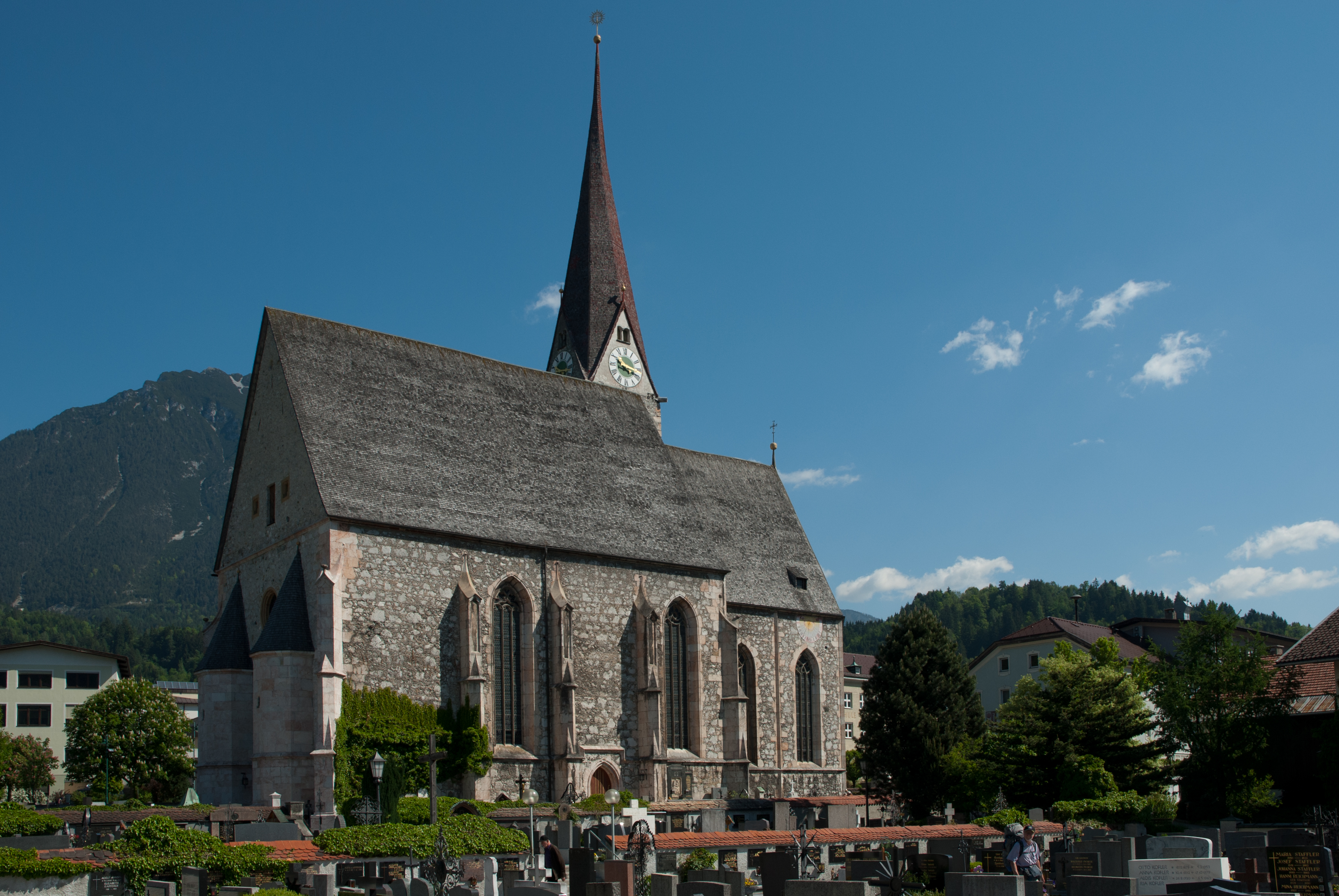
Pfarrkirche Jenbach

- Katholische Pfarrkirche Jenbach hl. Wolfgang
- Evangelische Erlöserkirche
- Hupfaufkapelle

## Wirtschaft und Infrastruktur

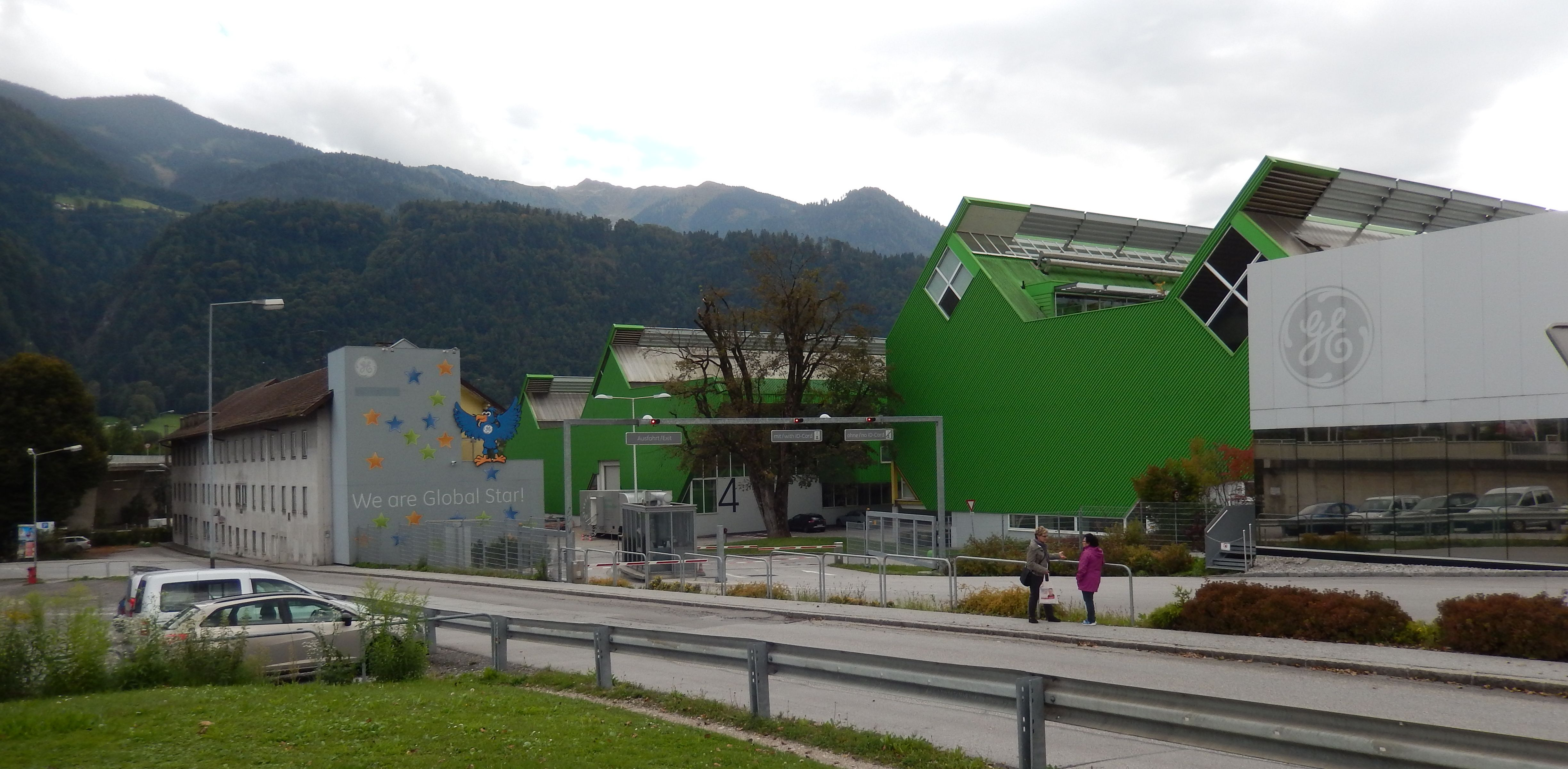
GE Jenbacher

Wirtschaftliche Bedeutung hat der Ort heute durch die GE Jenbacher, Siko Solar, TIWAG, Katzenberger, Gubert (Beton) und Holz Binder. Im 20. Jahrhundert erzeugten die Jenbacher Werke Eisenbahnwaggons, Diesellokomotiven, Kompressoren u. v. a. Heute werden in der GE Jenbacher praktisch nur noch Blockheizkraftwerke bzw. Gasmotoren erzeugt und in die ganze Welt exportiert. Siko Solar und TIWAG beschäftigen sich mit Energie. Katzenberger und Gubert stellen Beton und Betonfertigteile her. Holz Binder stellt vor allem Leimbinder für Dachkonstruktionen her. Der „Kasbach“ dient einigen Kleinkraftwerken zur Stromversorgung.

### Bildung
- HTL Jenbach für Gebäudetechnik, Maschinenbau und Wirtschaftsingenieurwesen
- NMS Jenbach

### Verkehr

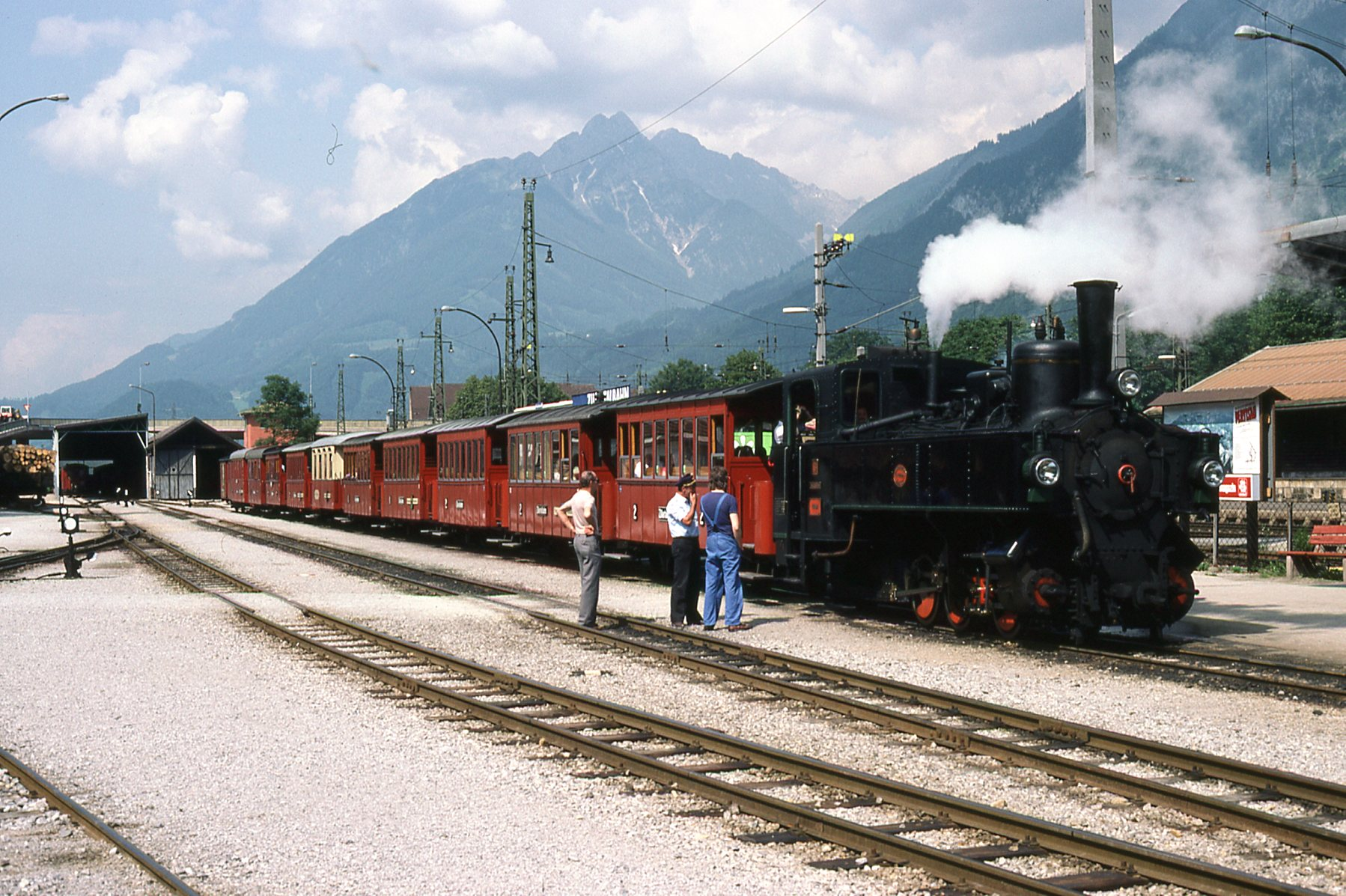
Zillertalbahn

Der Bahnhof Jenbach ist Schnellzughalt und hat als Besonderheit Bahnstrecken in drei verschiedenen Spurweiten:
- 1435 mm (Normalspur) der ÖBB-Hauptbahn (Unterinntalbahn)
- 1000 mm der Achenseebahn
- 760 mm der Zillertalbahn

## Politik

### Gemeinderat
Der Gemeinderat besteht aus 19 Mandataren.
| Partei                                        | 2022    | 2022    | 2016    | 2016    | 2010  | 2010    | 2004  | 2004    |
| Partei                                        | %       | Mandate | %       | Mandate | %     | Mandate | %     | Mandate |
| --------------------------------------------- | ------- | ------- | ------- | ------- | ----- | ------- | ----- | ------- |
| Bürgermeisterliste Dietmar Wallner - VP 1)    | 39,27   | 8       | 39,27 % | 9       | 26,59 | 5       | 18,66 | 3       |
| FPÖ Jenbach 3)                                | 08,90   | 1       | 26,41   | 5       | 16,59 | 3       | 4,90  | 1       |
| SPÖ Jenbach 2)                                | 18,39 % | 4       | 22,12   | 4       | 46,79 | 9       | 60,71 | 12      |
| Gemeinsam für Jenbach - Grüne und Unabhängige | 07,72   | 1       | 9,15    | 1       | 10,03 | 2       |       |         |
| Menschen Freiheit Grundrechte                 | 09,38   | 2       |         |         |       |         |       |         |
| NEOS - Jenbach scheana machen                 | 05,33   | 1       |         |         |       |         |       |         |
| Die neue Mitte - Alternative Liste Jenbach    | 11,01 % | 2       |         |         |       |         |       |         |
| Bürger für Jenbach                            |         |         |         |         |       |         | 15,74 | 3       |

1) Die Partei kandidierte 2010 und 2004 unter dem Namen „Tiroler Volkspartei - Bürger für Jenbach“ und 2004 als „ÖVP Jenbach“.
2) Die Partei kandidierte 2010 unter dem Namen „SPÖ Jenbach mit Bürgermeister Wolfgang Holub“
3) Die Partei kandidierte 2004 unter dem Namen „Die Freiheitlichen für Jenbach - FPÖ“

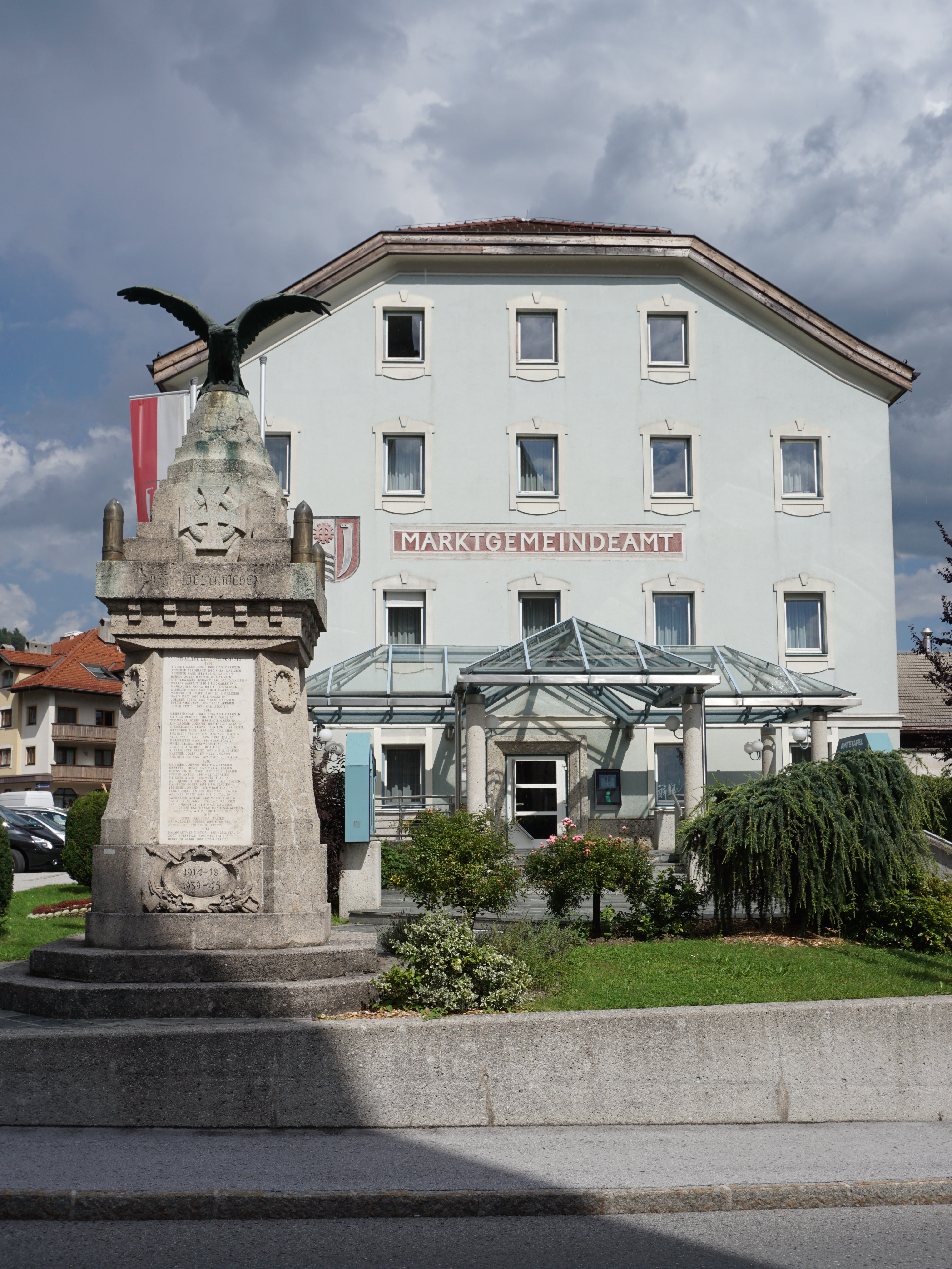
Marktgemeindeamt

### Bürgermeister
Bürgermeister von Jenbach ist Dietmar Wallner.

### Wappen
Blasonierung: Ein gespaltener Schild. Im rechten, weißen Feld oben ein rotes Zahnrad, darunter einen Bach in Schwarz. Im linken, roten Feld eine silberne Sense.
Das Gemeindewappen wurde 1955 durch die Tiroler Landesregierung verliehen und symbolisiert auf einem Schild in den Landesfarben die den Ort prägende Industrie. Das Zahnrad verweist auf die seit dem 16. Jahrhundert bestehende Eisenindustrie, die Sense auf die Sensenherstellung. Die Wellen stehen für den Kasbach.

### Gemeindepartnerschaft
- Posina ist seit 2017 die erste Partnergemeinde von Jenbach.[18]

## Persönlichkeiten
- Anton Blünegger (* 1940), Politiker, Gemeinderat in Jenbach
- Klaus Dona (* 1949), Kulturmanager, Publizist, Kurator
- Alois Grauß (1890–1957), Politiker
- Sigmund Haffner (1699–1772), Politiker
- Roland Hattenberger (* 1948), Fußballspieler
- Alois Leitner (1924–2018), Politiker und Bauernbunddirektor
- Paul Albert Leitner (* 1957), Fotograf
- Wolfgang Meixner (* 1961), Historiker
- Simon Moser (1901–1988), Philosoph
- Stanislaus Moser (1922–2001), Lehrer, Begründer und Direktor des Polytechnischen Lehrganges in Jenbach, Gemeinderat, Pfarrkirchenrat
- Johann Georg Obrist (1843–1901), Philologe, Lehrer und Dichter
- Ernst Pfretzschner (1882–1943), Architekt
- Norbert Pfretzschner (1850–1927), Bildhauer und Schriftsteller
- Norbert Pfretzschner senior (1817–1905), Politiker und Erfinder
- Pirmin Pockstaller (1806–1875), Abt von St. Georgenberg-Fiecht
- Hans Pontiller (1887–1970), Bildhauer
- Friedrich Reitlinger (1877–1938), Industrieller, Betriebsleiter der Jenbacher Werke
- Ernst Schmid (* 1958), Schriftsteller
- Christina Schweinberger (* 1996), Radsportlerin
- Kathrin Schweinberger (* 1996), Radsportlerin